# Ніщинський Петро Іванович
Петро́ Іва́нович Ніщи́нський (псевдонім Петро Байда; 9 (21) вересня 1832, с. Неменка, Жаданівська волость, Липовецький повіт, Київська губернія, Російська імперія — 4 (16) березня 1896, Ворошилівка, Тиврівська волость, Вінницький повіт, Подільська губернія, Російська імперія) — український композитор і поет-перекладач. Дід актора Вадима Левицького.

## Життєпис

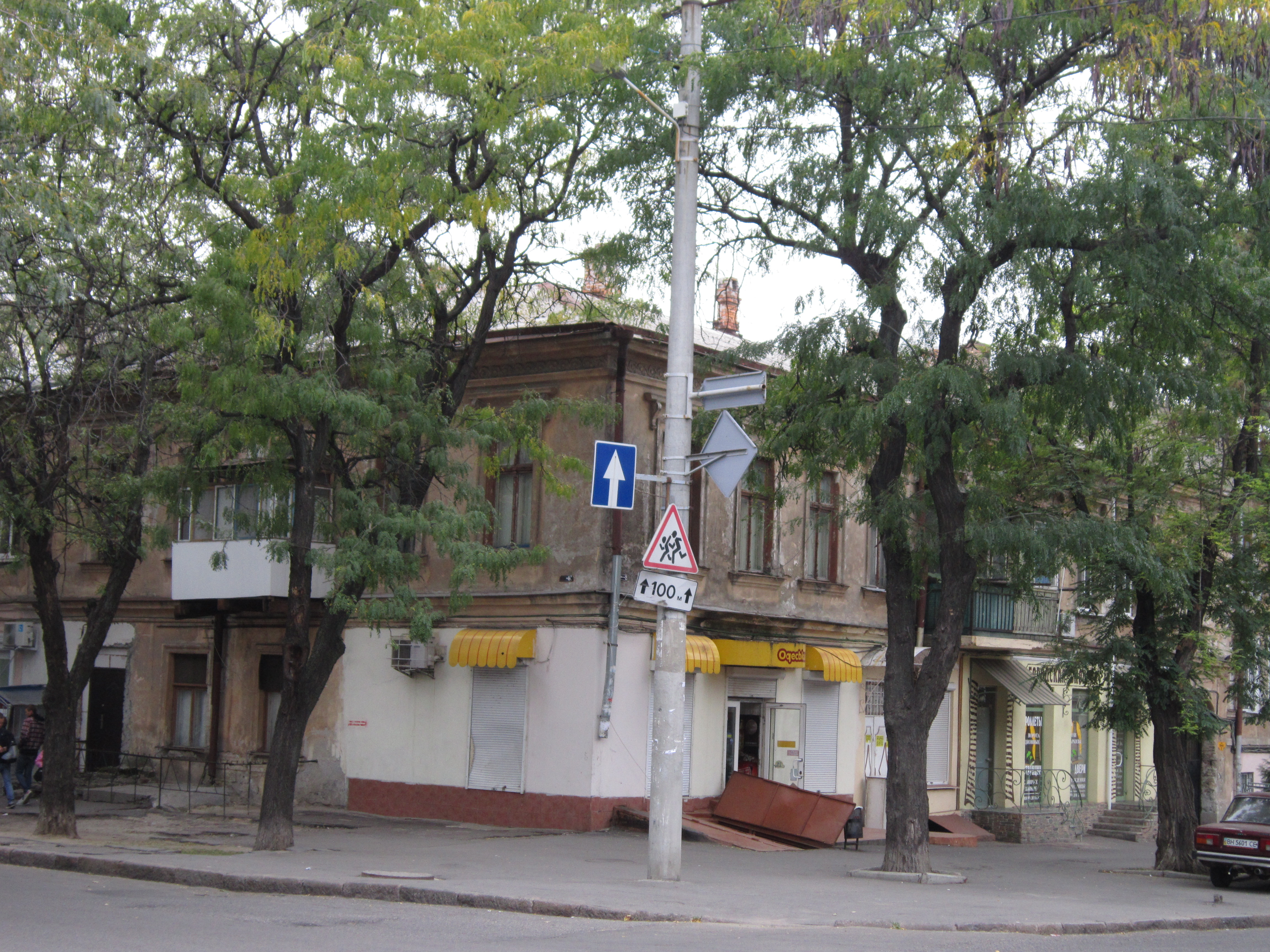
Будинок в Одесі, в якому мешкали композитори П. І. Ніщинський і М. М. Аркас (Ніжинська, 14

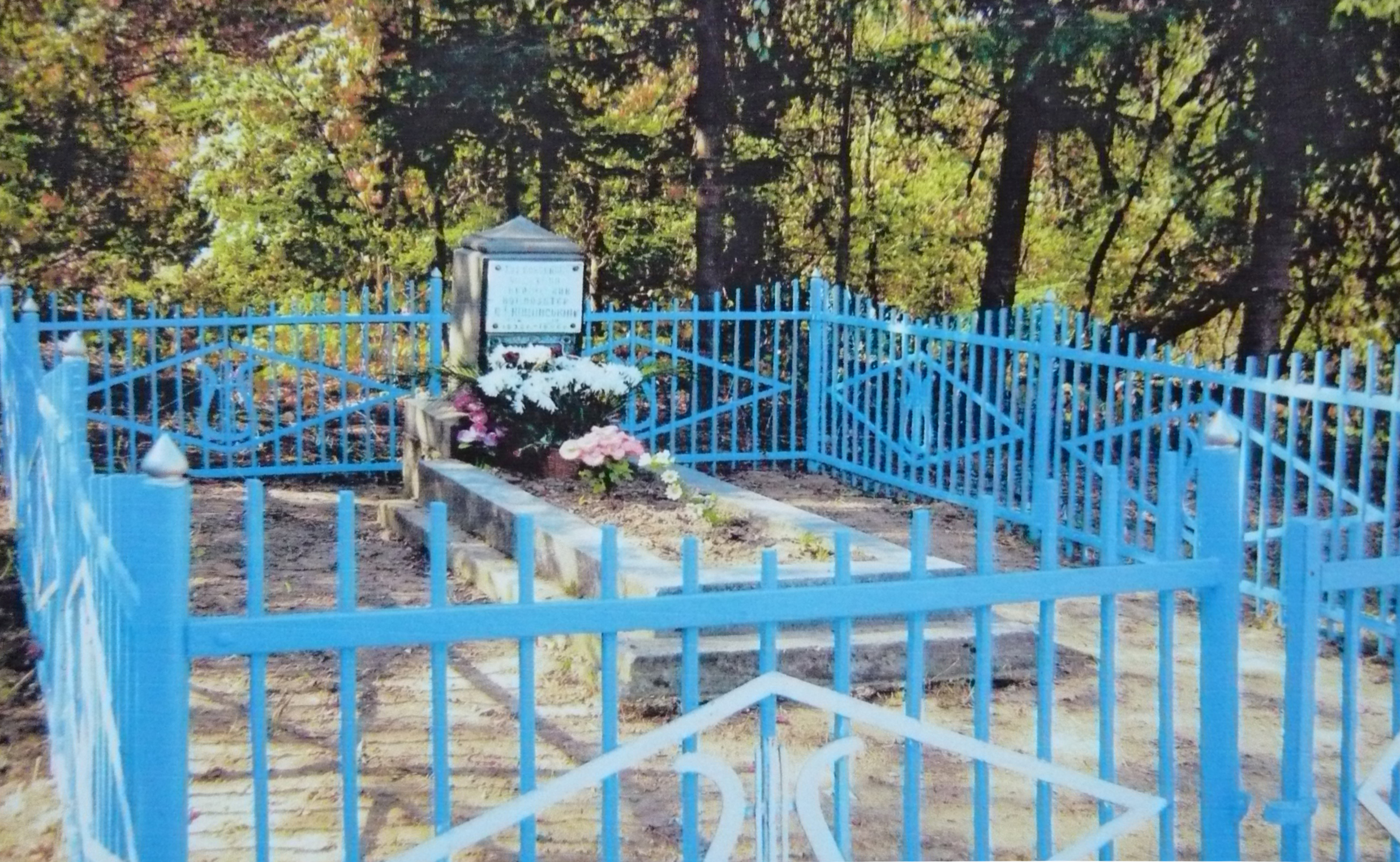
Могила Петра Ніщинського

Народився 9 (21) вересня 1832 року селі Неменка Київської губернії (тепер Вінницького району Вінницької області) в родині сільського паламаря, який невдовзі помер (майбутньому композитору було на той час лише сім років, а його братові п'ять). Тоді мати, аби вивести дітей «в люди», вона розпродала все майно та подалася до Києва, влаштувавшись прачкою та прибиральницею, а синів своїх у 1842 році віддала у Києво-Софіївське духовне училище. Петро виявився напрочуд обдарованим і вже після декількох років отримав таку характеристику учителів: «Поведінки вельми скромної, здібностей відмінних, старанності зразкової, успіхів прегарних». Крім того, наділений прекрасним голосом, він майже одразу почав співати в училищному (до 1849 року), а пізніше і у великому семінарському хорі Київської духовної семінарії (у 1849—1850 роках).
На розумного хлопчика з прекрасним голосом звернув увагу ієромонах Антонін та узяв собі його за служку. Коли ж у 1850 році ієромонах Антонін отримав призначення Синоду настоятелем польської церкви в Афінах, то взяв з собою вісімнадцятирічного Петра. Так Ніщинський опинився у Греції, а потім по посольських обов'язках Антоніна, відвідав Італію. 
У 1852 року Ніщинський вступає на богословський факультет Афінського університету проте не менше, аніж богослов'ям, захоплювався поезією та музикою, навіть вчився грати на фортепіано. Завершення навчання відзначилося написанням у 1856 році магістерської праці на тему: «Про єресі та розколи в Російській церкві» та незворотнім рішенням: Ніщинський вирішив обрати не духовну, а педагогічну кар'єру, не зважаючи на умовляння Антоніна, на той час вже архімандрита.
Після повернення на батьківщину викладав російську і грецьку мови у Петербурзькій духовній семінарії (1857–1860), Одеській 2-ій гімназії (1860—1875, 1882—1888), а Ананьївській жіночій гімназії та прогімназії (1875—1881, тепер Одеська область), Бердянській чоловічій гімназії (1888–1890) та керував хорами. В Одесі 1861 року заснував журнал «Ерміс», що виходив грецькою мовою.
Ніщинський підтримував зв'язки з відомими українськими культурними і громадськими діячами М. Лисенком, М. Кропивницьким, І. Карпенком-Карим, П. Саксаганським, М. Садовським, М. Садовською в єлисаветградському артистичному гуртку.
Був близьким до громадівців О. Андрієвського, Л. Смоленського, М. Комарова, А. Крижановського. Зазнав опали через знайомство з народовольцем А. Желябовим. Брав участь у складанні російсько-українського словника. Входив до складу Україно-Слов'янського товариства імені святих Кирила і Мефодія.
Від 1880 року мешкав у Ворошилівці (тепер Вінницького району Вінницької області). 15 травня 1883 року за «воздаяние отлично-усердной и
ревностной службы» нагороджений орденом Святого Станіслава III ступеня. 23 квітня 1890 року за вислугою років отримав чин статського радника. 1 вересня 1890 року через проблеми зі здоров'ям був відправлений у відставку.
Помер 4 березня 1896 року в селі Ворошилівка на Вінниччині, де гостював у своєї доньки. Там і похований.

## Творчість
Збирав та здійснював обробку українських народних пісень («Байда», «Ой, гук, мати, гук»), писав музичні твори, організовував музичні колективи і керував ними. 1875 року Ніщинський створив музичну картину «Вечорниці», як вставну сцену до вистави «Назар Стодоля» Т. Шевченка (вперше виконана в цьому ж році артистичним гуртком М. Федоровського у Єлисаветграді). Широковідомим став чоловічий хор з «Вечорниць» — «Закувала та сива зозуля».
Ніщинський здійснив перші в Україні переклади творів античних класиків («Антігону» Софокла, 1883; «Одіссею» Гомера, (1889, присвячена Миколі Костомарову, вийшла коштом Василя Симиренка), 1892; 6 пісень з «Іліади» Гомера, 1902–1903), а також переклав на грецьку мову «Слово о полку Ігоревім» (1881).
Автор наукових розвідок про грецьку мову, підручника з грецької граматики «Опыт элементарного руководства при изучении греческого языка в гимназиях и прогимназия» (1870), а також опублікував «Історичну записку про Одеську Другу гімназію» (1882) та видрукував новогрецькою працю «Російська граматика для юнацтва Греції».

## Вшанування пам'яті
На честь Петра Ніщинського названо вулиці, зокрема, у Києві, Львові, Вінниці, Одесі, Дубно та в інших містах України.
1976 року в місті Ананьїв на Одещині встановлений пам'ятник Петрові Ніщинському (скульптор П. І. Кравченко). Також погруддя Петрові Ніщинському встановлено на «Алеї видатних земляків» у Центральному парку міста Вінниці.

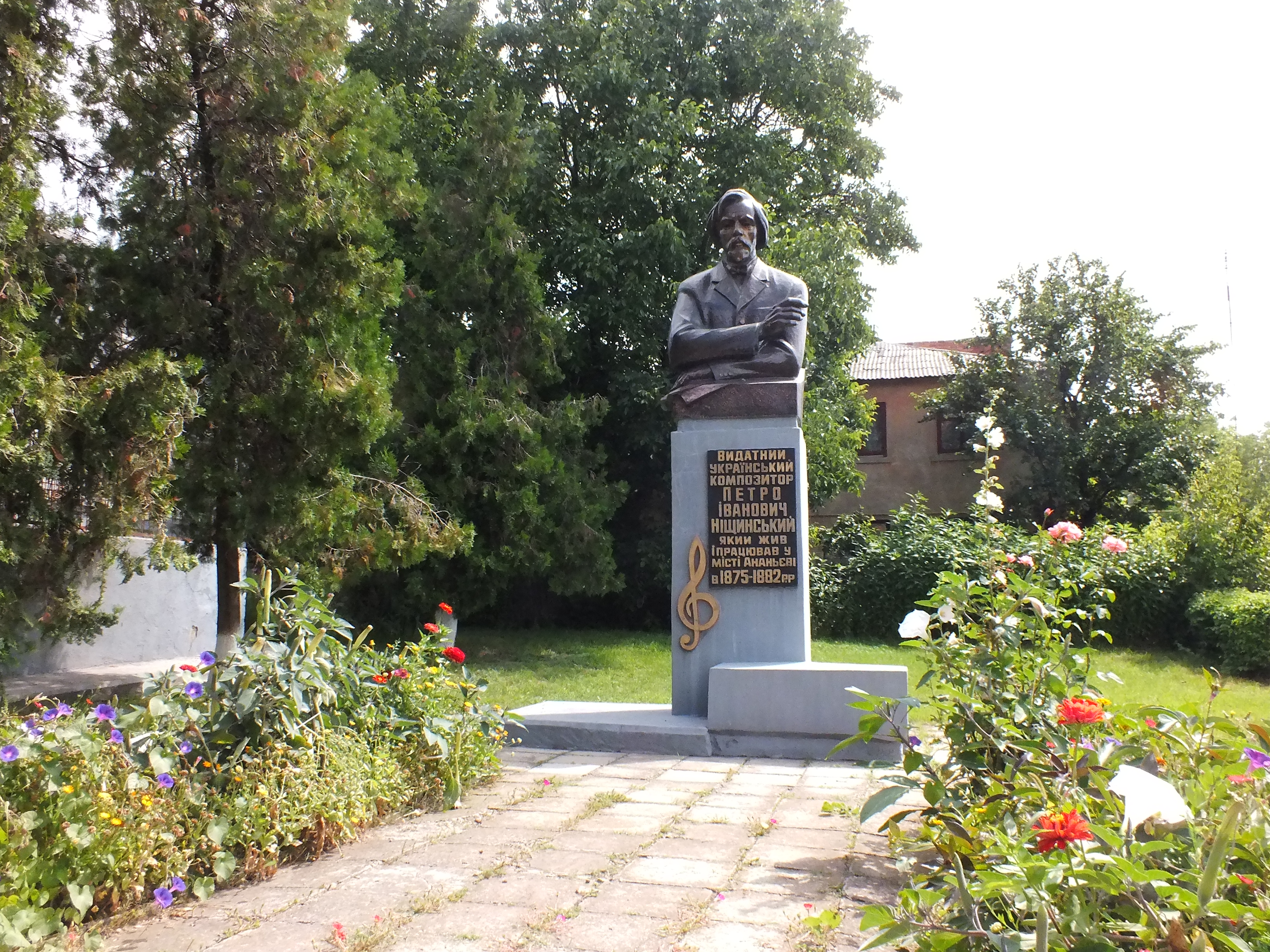
Пам'ятник Петрові Ніщинському (м. Ананьїв, Одеська область)
Погруддя Петрові Ніщинському на «Алеї видатних земляків» (м. Вінниця)